# Аккумулятор (регистр процессора)
Аккумулятор — регистр процессора, в котором сохраняются результаты выполнения арифметических и логических команд. Кроме регистра-аккумулятора результаты работы команд могут сохраняться в регистрах общего назначения или в оперативной памяти.
Микропроцессор с аккумуляторной архитектурой или 1-операндная машина отличается тем, что даже если в нём имеется несколько регистров, результат большинства команд сохраняется в специальном регистре, называемом «аккумулятором». Это упрощает реализацию архитектуры и уменьшает размеры машинного кода. Исторически практически все первые микропроцессоры были аккумуляторными машинами, и в настоящее время многие популярные однокристальные микроконтроллеры (68HC12, PIC, 8051) являются аккумуляторными машинами.
Современные процессоры обычно являются 2- и 3-операндными машинами, то есть машинами, в которых источники и приёмники данных (регистры, память) указываются с помощью дополнительных операндов команд.
Процессор может иметь несколько аккумуляторов: в процессоре 8051 имеется два, основной A и вторичный B, причём второй используется при операциях умножения и деления.
Буква «A» от «accumulator» сохранилась в названии регистров архитектуры x86: ax (16 бит), eax (32 бита), rax (64 бита).